# غاري ماكاي-ستيفن
غاري ماكاي-ستيفن (بالإنجليزية: Gary Mackay-Steven)‏ هو لاعب كرة قدم بريطاني في مركز نصف الجناح، ولد في 31 أغسطس 1990 في تورسو في المملكة المتحدة. شارك مع منتخب اسكتلندا تحت 21 سنة لكرة القدم ومنتخب اسكتلندا لكرة القدم. أما مع النوادي، فقد لعب مع دندي يونايتد ونادي سلتيك ونادي فولهام ونادي ليفربول.

## وصلات خارجية
- غاري ماكاي-ستيفن على موقع الاتحاد الأوربي (الإنجليزية)
- غاري ماكاي-ستيفن على موقع الدوري الأمريكي (الإنجليزية)
- غاري ماكاي-ستيفن على موقع قاعدة بيانات كرة القدم.إي يو (الإنجليزية)
- غاري ماكاي-ستيفن على موقع ناشيونال فوتبول تيمز (الإنجليزية)
- غاري ماكاي-ستيفن على موقع Soccerbase.com (لاعب) (الإنجليزية)
- غاري ماكاي-ستيفن على موقع Soccerway.com (الإنجليزية)
- غاري ماكاي-ستيفن على موقع عالم كرة القدم.نت (الإنجليزية)